# Earthworm Jim
Earthworm Jim (рус. Червяк Джим; сокр. EWJ) — франшиза, состоящая из четырёх видеоигр, одного мультсериала и двух серий комиксов. В центре сюжета — борьба червяка Джима и его друзей со злодеями, пытающимися захватить вселенную.

## Сюжет
По сюжету Джим изначально был обычным земляным червём, который спасался от ворон и поедал гумус. Однажды, в космическом пространстве над Землёй злодей Психоворон нагнал космический корабль бунтовщика, который украл «Ультравысокотехнологичный-неуничтожимый-супер-космо-кибер-скафандр», созданный Профессором Обезьяноголовым. Этот скафандр предназначался для злой Королевы Пульсирующей, Надутой, Прогнившей, Потной, Гнойной, Уродливой, Слизнезадницы, которая хотела продолжить завоевание галактики. В результате космического сражения скафандр попал на Землю, и по чистой случайности Джим оказался внутри его воротника. В результате он мутировал в большого и умного (для дождевого червяка) супергероя.

## Игры
Серия игр Earthworm Jim представляет собой платформеры, созданные для платформ разных поколений.
Первая часть — Earthworm Jim — была выпущена в 1994 году для приставок Mega Drive/Genesis и SNES и разработана студией Shiny Entertainemnt. Игра снискала коммерческий успех и впоследствии была портирована на множество платформ разных поколений, включая специальную версию для приставки Sega Mega-CD и ПК, а также HD-переиздание 2010 года для Xbox 360 и PlayStation 3. Shiny Entertainment в 1995 году разработали сиквел — Earthworm Jim 2, который сохраняет игровую механику и особенности предшественника, но также были внесены нововведения, такие как дополнительные виды оружия и Снотт, который используется в качестве верёвки и парашюта.
Две последующие части серии — Earthworm Jim 3D (единственная полностью трёхмерная игра серии) и спин-офф Earthworm Jim: Menace 2 the Galaxy — были разработаны студиями VIS Entertainment и David A. Palmer Productions соответственно, без участия Shiny Entertainment (права на серию были проданы компании Interplay Entertainment). Игровая механика имела некоторые различия, в сравнении с предшественниками — основной целью является сбор предметов (в Earthworm Jim 3D — это золотые вымя и шарики мрамора, а в Menace 2 the Galaxy — монеты). Эти игры не являются прямыми продолжениями первых двух частей, и были основаны на одноимённом мультсериале.

## Мультсериал
После успеха игры был создан мультсериал. Под руководством Дугласа ТенНэйпла в 1995-1996 годах были выпущены 2 сезона мультсериала, где червяк всё так же противостоял злодеям из игры. В напарники ему были выделены щенок Питер (англ. Peter Puppy), принцесса Как-Её-Там (англ. What’s-Her-Name) и Слизнячок (англ. Snott). В мультсериале Джим с другом проживают в городе Терлок (англ. Terlawk). Имя городу дано не случайно: мультяшное место жительства червя пародирует название калифорнийского города Turlock, откуда родом сам Дуглас ТенНэйпл.

## Комиксы
О приключениях Джима было создано две серии комиксов.
Американская серия была выпущена известной студией Marvel Comics (Marvel Absurd) в 1995 году. Все три номера связаны единым сюжетом и целиком вобрали в себя абсурдность юмора и героев оригинальной игры, но также имеют заимствования из мультсериала и новые идеи. Сценаристом выступил Дэн Слотт, художниками — Бэрри Крейн, Мэнни Галан и Карлос Гарзон.
Пять комиксов британской серии вышли в издательстве Arcadia в 1995-1998 годах. Она базировалась напрямую на мультсериале и была рассчитана на более младший возраст, нежели североамериканский аналог, а сценаристом и художником этих комиксов является Тим Перкинс.

## Оценки и мнения
| Игра                               | GameRankings                                                                               | Metacritic                 |
| ---------------------------------- | ------------------------------------------------------------------------------------------ | -------------------------- |
| Earthworm Jim                      | 84,14 % (iOS) 82,58 % (SNES) 81,17 % (SMD) 71 % (PC) 68,83 % (NDS) 66,13 % (GBA) 60 % (GB) | 72/100 (GBA) 69/100 (NDS)  |
| Earthworm Jim: Special Edition     | 90 % (SCD)                                                                                 |                            |
| Earthworm Jim 2                    | 87,50 % (SNES) 85 % (SAT) 80 % (SMD) 77,50 % (PS) 37,56 % (GBA)                            | 45/100 (GBA)               |
| The Whole Can ’O Worms             | 79,67 % (PC)                                                                               |                            |
| Earthworm Jim 3D                   | 59,32 % (N64) 55,70 % (PC)                                                                 |                            |
| Earthworm Jim: Menace 2 the Galaxy | 63 % (GBC)                                                                                 |                            |
| Earthworm Jim HD                   | 76,81 % (X360) 65,56 % (PS3)                                                               | 73/100 (X360) 70/100 (PS3) |

Серия удостоилась положительной реакции критиков. Большинство похвальных рецензий приходилось на первые две игры серии. К достоинствам обозреватели отнесли юмор, графику, анимацию и разнообразие уровней. На сайте IGN больше всего игрокам рекомендовали приобрести сиквел, в котором был немного доработан геймплей оригинала, однако в обеих частях критике подверглась несколько несбалансированная игровая механика.
Последние же две игры серии — Earthworm Jim 3D и Earthworm Jim: Menace 2 the Galaxy — были прохладно приняты по сравнению с предшественниками. Основная критика к трёхмерной игре — неудобная система камер и управление. Некоторые критики также сошлись во мнении, что геймплей с акцентом на сбор предметов и исследование уровней делает эти игры скучными и утомительными.